# Даниъл Дюбоа
Даниъл Дюбоа (роден на 6 септември 1997 г.) е британски боксьор, който се състезава в тежка категория. Дюбоа е бивш европейски и настоящ глобален шампион на WBO. Негов промоутър е Франк Уорън. Спаринг партньор е на шампиона в тежка категория Антъни Джошуа.

## Ранна кариера
Даниъл Дюбоа е роден на 6 септември 1997 г. в Гринуич, Англия. Занимава се от 8-годишен с бокс, а на 14 години е в младежките национални отбори на Англия. Участвал е по много младежки състезания, но е отпадал на четвъртфинали и полуфинали. Мнозина предсказваха, че Дюоба ще донесе злато на Олимпийските игри през 2020 в Токио, но той самият смята, че за 4 години ще израстне повече в професионален план.

## Професионална кариера
Дюбоа дебютира на 8 април 2017 в Манчестър Арена с нокаут в първите 35 секунди срещу Маркъс Кели. След това записва още две победи с нокаут в началото на първия и втория рунд.

### Първа титла
Даниъл Дюбоа се бие за първата си титла – WBC Youth в тежка категория на 8 юли 2017 срещу уругваеца Маурисио Бараган.

### Английски титли
Два месеца по-късно Дюбоа се сражава за титлата на BBBofC Southern Area в тежка категория срещу Ей Джей Картър и я печели с нокаут в 1-вия рунд. Защитава я срещу Ди Ел Джоунс. На 23 юни 2018 завоюва английската титла като нокаутира Том Литъл в петия рунд.

### Дюбоа срещу Джонсън
Даниъл Дюбоа побеждава Кевин Джонсън на 6 октомври 2018 в О2 Арена, Лондон. Изиграни са пълните 10 рунда, като британецът печели по точки.

## Професионален боксов рекорд
| #      | Рекорд | Опонент          | Тип | Рунд, Време  | Дата       | Място                               | Бележка                                                             |
| Печели | 10 – 0 | Разван Кожану    | KO  | 2 (10), 2:48 | 2019-03-08 | Роял Албърт Хол, Кенсингтън, Англия |                                                                     |
| Печели | 9 – 0  | Кевин Джонсън    | PTS | 10           | 2018-10-6  | Лестър Арена, Лестър, Англия        |                                                                     |
| Печели | 8 – 0  | Том Литъл        | TKO | 5 (10), 0:58 | 2014-06-23 | The O2 Arena, Лондон, Англия        | Печели английската титла в тежка категория                          |
| Печели | 7 – 0  | Ди Ел Джоунс     | TKO | 3 (10), 2:23 | 2018-02-24 | York Hall, Лондон, Англия           | Защитава титлата на BBBofC Southern Area в тежка категория          |
| Печели | 6 – 0  | Дориън Дарч      | TKO | 2 (10), 0:51 | 2017-12-09 | Copper Box Arena, Лондон, Англия    |                                                                     |
| Печели | 5 – 0  | Ей Джей Картър   | KO  | 1 (10), 0:48 | 2017-09-16 | Copper Box Arena, Лондон, Англия    | Печели овакантената титла на BBBofC Southern Area в тежка категория |
| Печели | 4 – 0  | Маурисио Бараган | KO  | 2 (10), 1:42 | 2017-07-08 | Copper Box Arena, Лондон, Англия    | Печели овакантената WBC титла в тежка категория                     |
| Печели | 3 – 0  | Дейвид Хоу       | KO  | 1(4), 0:40   | 2017-05-20 | Copper Box Arena, Лондон, Англия    |                                                                     |
| Печели | 2 – 0  | Блейс Мендуло    | TKO | 2 (4), 0:48  | 2013-10-26 | Лестър Арена, Лестър, Англия        |                                                                     |
| Печели | 1 – 0  | Маркъс Кели      | TKO | 1 (4), 0:35  | 2017-04-08 | Manchester Arena, Манчестър, Англия | Професионален дебют                                                 |